# Zeynep Çamcı
Zeynep Çamcı (Bodrum, Turkije, 11 december 1986) is een Turkse actrice.
Çamcı is afgestudeerd aan de Universiteit van Istanbul met de studie Radio, Televisie en Cinema. Ze verkreeg nationale bekendheid na haar rol bij de comedyfilm Recep İvedik 3. Tevens is ze bekend als hoofdrol bij de tv-series Beni Boyle Sev en Leyla ile Mecnun (één seizoen).
Ze won de prijs voor Beste actrice bij de 50e editie van het Internationale Antalya Filmfestival voor haar rol bij de film Meryem.

## Privé
In 2016 is ze getrouwd met Serhat Bayram.

## Filmografie

### Films
| Jaar | Titel                | Rol       |
| ---- | -------------------- | --------- |
| 2009 | Recep İvedik 2       | caissière |
| 2009 | Güneşin Karanlığı    | Güneş     |
| 2010 | Recep İvedik 3       | Zeynep    |
| 2013 | Meryem               | Meryem    |
| 2014 | Deliha               | Havva     |
| 2018 | Gerçek Kesit: Manyak | -         |
| 2020 | Feride               | Feride    |

## Televisieseries
| Jaar      | Titel            | Rol         | Opmerkingen            |
| --------- | ---------------- | ----------- | ---------------------- |
| 2009      | Gece Gündüz      | Aslı        | bijrol                 |
| 2012      | Canımın İçi      | -           | bijrol                 |
| 2011-2012 | Leyla ile Mecnun | Sedef/Leyla | hoofdrol (één seizoen) |
| 2012      | Emir'in Yolu     | Can         | hoofdrol/bijrol        |
| 2013-2015 | Beni Böyle Sev   | Ayşem       | hoofdrol               |
| 2017      | Kara Yazı        | Yaren       | hoofdrol               |
| 2016-2017 | Seviyor Sevmiyor | Deniz       | hoofdrol               |
| 2018      | Adı:Zehra        | Zehra       | hoofdrol               |